# 王佐 (1898年)
王佐（1898年4月—1930年2月24日），原名王云辉，号南斗，江西遂川人，祖籍安福县金田村。井岡山革命根據地人物。

## 生平
王佐祖上在清朝時背井离乡，先到遂川草林，后迁至井冈山下庄村定居。王佐只读过三个月的私塾。他9岁时，父亲病放，王佐13岁時开始学裁缝，一直干了11年。18岁时，他曾拜井冈山土山村的王冬文为拳师，学了三年武功。
1922年，土匪頭目朱孔阳的队伍得来大批布匹，请王佐去做衣服，並邀請王佐加入土匪隊伍。于是王佐投奔到朱孔阳门下。1923年，王佐离开朱孔阳的队伍，來到大船村他姐姐开的店铺里。有一天三个来自广东的鸦片烟贩带了几百块大洋路过大船村，結果王佐與弟弟王云番等人将这三个商贩勒死，夺得了三百余块银圆。不久，他用60块银圆买得一支毛瑟枪，回到家鄉下庄村后，发现枪机断了。随后他找到铁匠刁辉林，把枪修好，之後又和刁辉林決定一起當土匪。
1925年，王佐和另一支土匪罗冬生被政府招抚改编为“新遂边陲保卫团”，罗冬生、王佐被委任为副团长，王佐后继任团长。1926年，王佐宣佈脫離政府，与井冈山的土匪組織“马刀队”的袁文才互相配合，共同對抗政府。1927年1月，王佐在遂川县农民协会王文铮的帮助下，将队伍改組为农民自卫军。並于1927年7月27日攻佔永新縣县城，打开监狱，將一批中國共产党党员放出，并成立了永新县革命委员会，自己擔任副主席。同年冬迎接毛泽东率中国工农革命军上井冈山。中共前敌委员会決定拉攏王佐的队伍。
1928年1月，中共前敌委员会讓何长工來到王佐的部隊擔任中共党代表，而且又派宋任穷、康健、张际春等中共党员干部到王佐部队开展政治教育和军事训练。2月，其部隊改编成立中国工农革命军第一师二团，王佐任副团长。不久王佐加入中国共产党。5月，中国工农革命军第四军成立，王佐任第十一师三十二团副团长，還被选为中共湘赣边界特委委员。1929年1月，中国工农红军第四军主力下山，王佐率第三十二团留守井冈山。4月成立湘赣边界独立团，任团长。5月被任命为中国工农红军第四军五纵队纵队长。1930年2月24日，王佐與袁文才在永新一同被中共方面殺死。當時人在贛南的毛泽东得知後表示殺錯了人。
1937年，毛泽东在延安对美国记者埃德加·斯诺表示王佐是忠实的共产党人。中華人民共和國建國后的1950年，王佐被追认为革命烈士。1965年，毛泽东視察井冈山时会见了王佐和袁文才的家属。